# Agrotis pseudovalligera
Agrotis pseudovalligera là một loài bướm đêm trong họ Noctuidae.